# Loughton (metrostation)
Loughton is een station van de metro van Londen aan de Central Line. Het metrostation, dat in 1856 is geopend, ligt in de plaats Loughton. In 1948 begon de dienstregeling op de Central Line.

## Geschiedenis

### Stoomtreinen
Het oorspronkelijke kopstation werd op 22 augustus 1856 geopend door de Eastern Counties Railway (ECR) als eindpunt van haar zijlijn vanaf Stratford. Het station lag toen ter hoogte van Station Road 9 aan de achterkant van de Lopping Hall aan Loughton High Road. In 1862 werd ECR onderdeel van de Great Eastern Railway die besloot om de lijn door te trekken naar Ongar. In verband met deze verlenging, die in 1865 geopend werd, kwamen er nieuwe perrons ter hoogte van Algers Road. Het station uit 1856 werd vervangen door een perron, ten behoeve van bezoekers aan Epping Forest, onder de naam Loughton Excursion dat tot 1890 in bedrijf bleef. De sporen uit 1856 bleven in gebruik als onderdeel van een goederenemplacement dat rond 1970 werd opgebroken. Sindsdien is dit terrein in gebruik als parkeerplaats. Dit station is uitgebreid gedocumenteerd in het boek Loughton's First Station van HW Paar c.a. uit 2002 en in het boek The Loughton Railway 150 years on van Pond, Strugnell en Martin uit 2006. Het stationsgebouw van Loughton Excursion bleef bestaan tot 1935, maar werd gesloopt in het daaropvolgende decennium en vervangen door een pakjes- en goederenstation, dat zelf in de jaren negentig werd verwijderd.

### Underground
Door de spoorwegreorganisatie in 1923 ging de Great Eastern Railway op in de London and North Eastern Railway (LNER). In 1933 werd het OV in Londen genationaliseerd in de Londen Passenger Transport Board (LPTB). LPTB kwam met het New Works Programme 1935-1940 om knelpunten in het metronet aan te pakken en nieuwe woonwijken op de metro aan te sluiten. Onderdeel van het New Works Programme was de overname van de treindiensten ten noordoosten van Stratford om ze te integreren in het metronet. In verband met de ombouw van de lijn tot metro werd bij Loughton een nieuw station gebouwd dat op 28 april 1940 werd geopend. Door het uitbreken van de Tweede  Wereldoorlog werden de werkzaamheden voor de ombouw van de lijn zelf in 1939 opgeschort. In 1946 hervatte de LNER de ombouw en op 21 november 1948 nam de Underground de reizigersdiensten over van British Railways, de rechtsopvolger van LNER. De goederendiensten werden nog tot 5 oktober 1970 door British Railways voortgezet tussen het metroverkeer. 

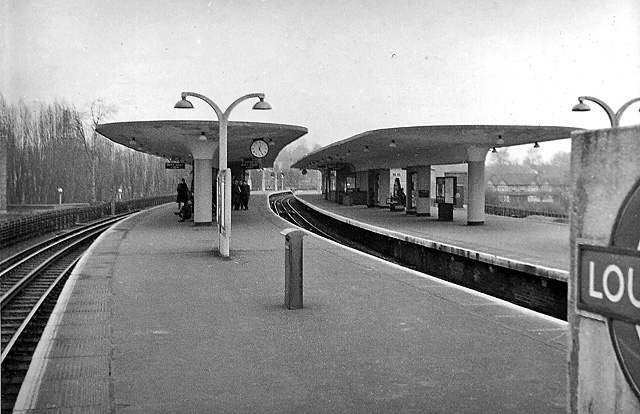
Loughton op 9 maart 1957.
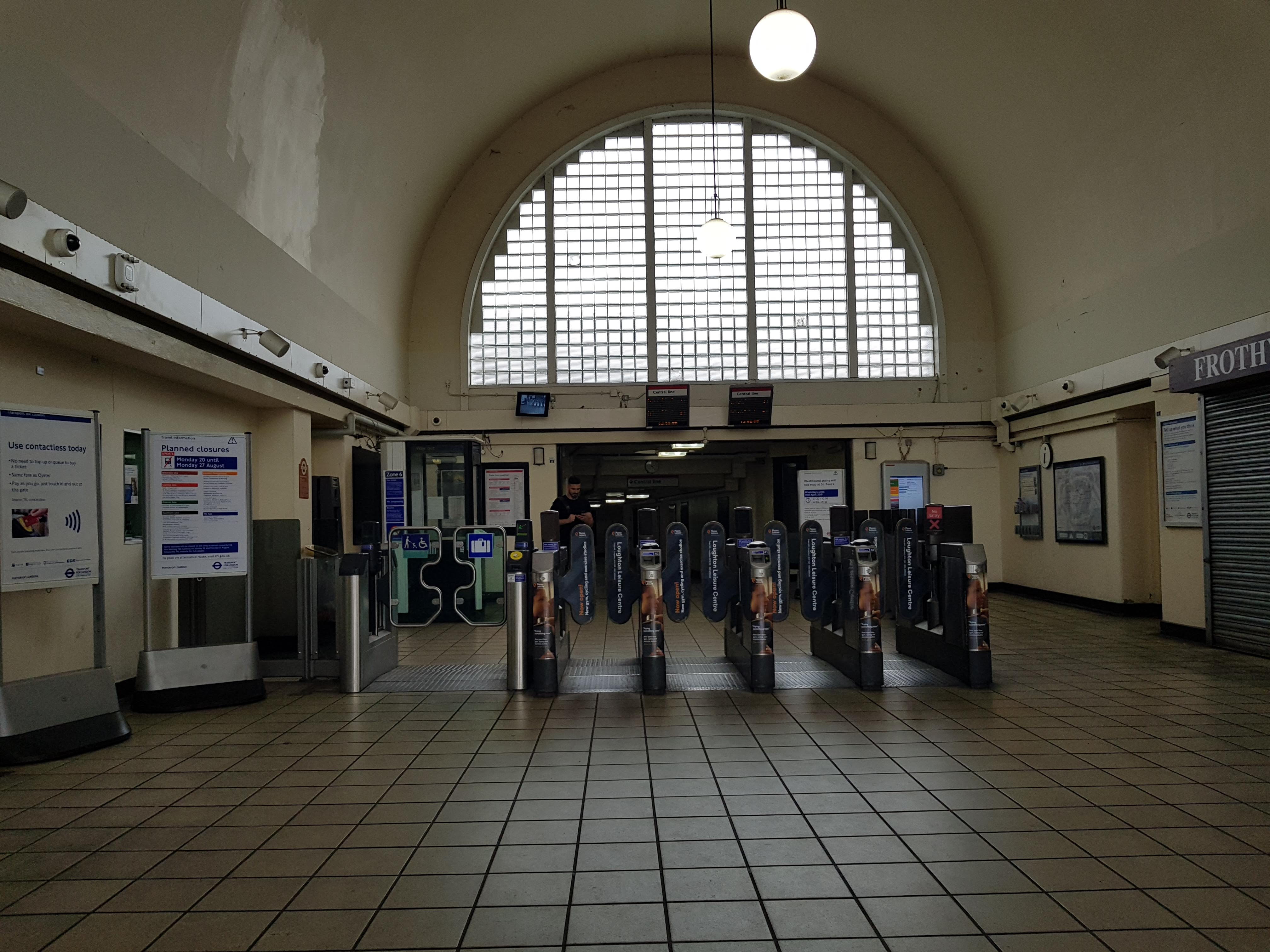
De stationshal van binnen.
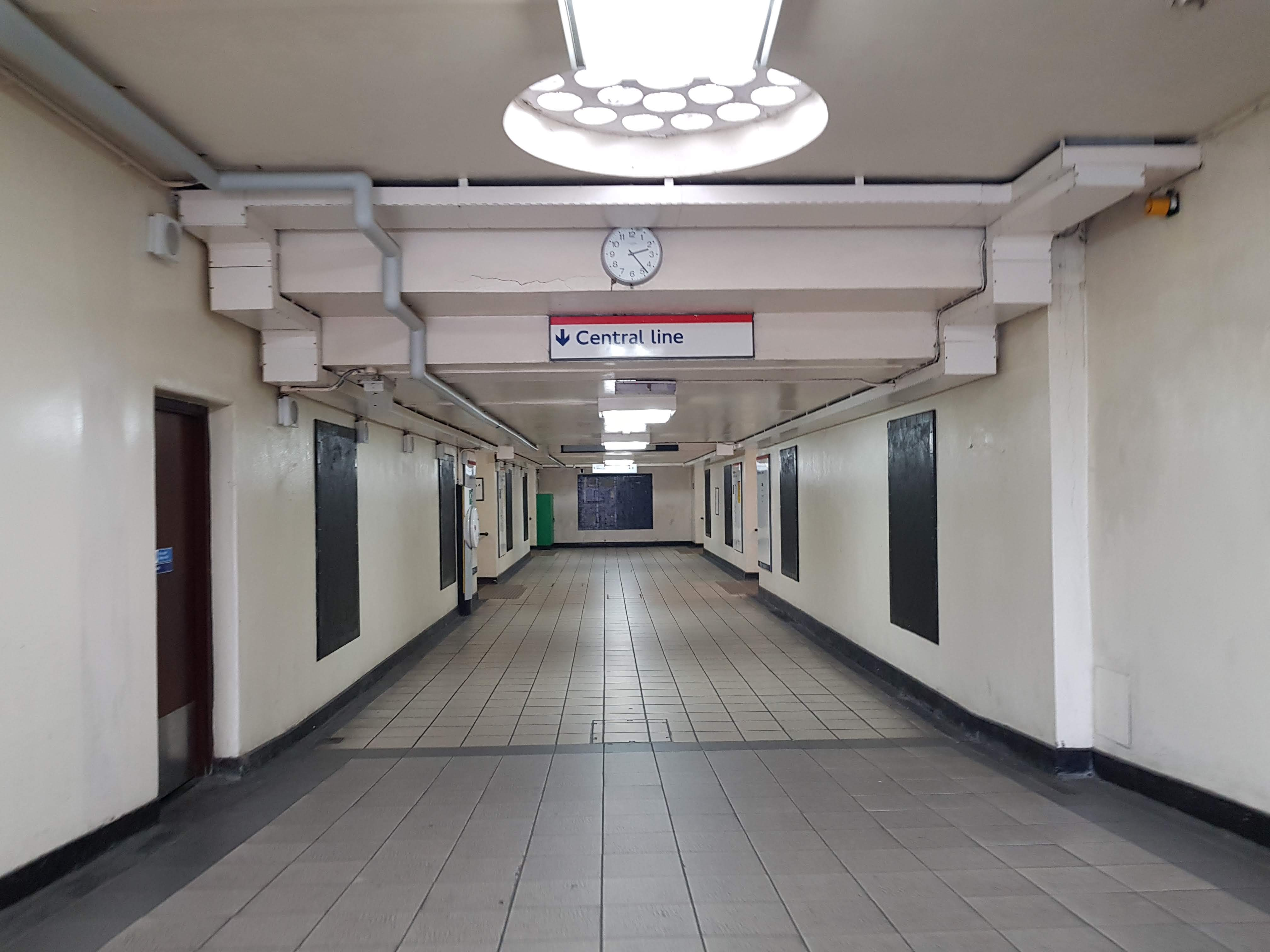
De reizigerstunnel onder de sporen gezien uit de stationshal.

## Ligging en inrichting
Het station uit 1940 is van opmerkelijk architectonisch belang en is daarom op 17 mei 1994 op de monumentenlijst geplaatst. Het werd ontworpen door John Murray Easton voor de London and North Eastern Railway, in opdracht van London Transport. Het hoofdgebouw is een hoog rechthoekig blok dat wordt gedomineerd door grote boogramen boven de begane grond. Het hoofdgebouw wordt geflankeerd door symmetrische vleugels met  aan de zuidkant van het stationsplein een lage aanbouw voor horeca. Het is gebouwd als staalskeletbouw die, net als het seinhuis en het onderstation, is bekleed met verlijmde, uit Nederland geïmporteerde, bakstenen. De stationshal heeft een gewelf dat aansluit op de boogramen in de gevel. De reizigerstunnel naar de sporen heeft tussen de hal en spoordijk daklichten waardoor daglicht naar binnen valt. De twee eilandperrons zijn met vaste trappen met de reizigerstunnel verbonden, het middelste spoor ligt aan beide zijden direct langs een perron zodat de Spaanse methode gebruikt kan worden, de andere sporen liggen aan de buitenzijde van de respectievelijke perrons. De perronkappen van gewapende beton in streamline-stijl hebben de vorm van de vleugels van meeuwen. Deze kappen waren aanvankelijk ook voorzien van daklichten die echter in de jaren tachtig zijn dichtgemaakt. Hoewel sommige originele perronmeubels verloren zijn gegaan, zijn de houten perronbanken, met het logo van de underground als rugleuning, bewaard gebleven. Het station moest als voorbeeld dienen voor de ombouw van de andere stations die door de metro van LNER werden overgenomen. Na de Tweede Wereldoorlog was hier geen geld meer voor zodat Loughton een uniek station bleef.

## Reizigersdienst
Het station heeft drie sporen, waarvan het middelste aan beide kanten langs een perron ligt, hierdoor kan de Spaanse methode worden toegepast. Dit spoor wordt gewoonlijk gebruikt voor diensten die bij het station keren. De twee sporen aan de buitenkant van de eilandperrons worden gebruikt door metro's die de stations ten noorden van Loughton bedienen. Na de avondspits en 's avonds laat wordt een deel van de metro's die bij Loughton eindigen afgerangeerd naar de opstelsporen waar plaats is voor 10 metrostellen. De normale dienst in de daluren kent:
- 9 metro's per uur oostwaarts naar Epping
- 3 metro's per uur die hier eindigen.
- 9 metro's per uur westwaarts naar West Ruislip
- 3 metro's per uur westwaarts naar Northolt